# Foresta di Bolostiu
La foresta di Bolostiu è un complesso forestale appartenente al demanio della regione Sardegna. Si estende in comune di Alà dei Sardi, nella zona nord-occidentale dell'Isola, su una superficie di 1056 ettari tra quota 700 e quota 833 ed è contigua alla foresta demaniale di Monte Olia, situata più a nord.
La foresta è caratterizzata da rimboschimenti di latifoglie e conifere in associazione a macchia mediterranea evoluta.
È raggiungibile sia dalla strada statale 389 nel tratto che da Monti conduce ad Alà dei Sardi, sia attraverso una strada intercomunale che parte dal paese.